# 中国西南山地
中国西南山地是保護國際指定的全球生物多样性热点地区之一，包括中国西南部的温带针叶林,中国中部和东南部，及缅甸北部的温带阔叶等。 热点区域主要在中国的西藏，四川，青海和甘肃等省，并延伸到缅甸西北部。